# Šinkiči Kikuči
Šinkiči Kikuči (* 12. dubna 1967) je bývalý japonský fotbalista.

## Reprezentační kariéra
Šinkiči Kikuči odehrál 7 reprezentačních utkání. S japonskou reprezentací se zúčastnil Pohár krále Fahda 1995.

## Statistiky
| Japonsko | Japonsko | Japonsko |
| Roky     | Záp.     | Góly     |
| -------- | -------- | -------- |
| 1994     | 5        | 0        |
| 1995     | 2        | 0        |
| Celkem   | 7        | 0        |